# Богдан-Воде (Бакеу)
Богдан-Воде (рум. Bogdan Vodă) — село у повіті Бакеу в Румунії. Входить до складу комуни Сеучешть.
Село розташоване на відстані 249 км на північ від Бухареста, 4 км на північ від Бакеу, 79 км на південний захід від Ясс, 146 км на північний схід від Брашова.

## Населення
За даними перепису населення 2002 року у селі проживали 405 осіб, з них 404 особи (99,8%) румунів. Рідною мовою 404 особи (99,8%) назвали румунську.